# Бродки
Бро́дки — село в Україні Тростянецька сільська громада, у Стрийському районі (до 2020 р. Миколаївському районі) Львівської області. Населення становить 426 осіб. Орган місцевого самоврядування — Бродківська сільська рада.

## Історія
Перша згадка про село датується XV століттям. У 1645-1647 роках тут базувалися війська князя Яреми Вишневецького, а восени 1648 під час козацько-селянського повстання Богдана Хмельницького село знищили татари, які прийшли на ці терени з козаками. Село було спустошене і 1650 року: зі звичних 22 злотих податку тут зібрали всього лиш 8 злотих.
Відновлення Бродок розпочалося із 1670 року: обробіток землі сягнув 9 ланів, як у 1600 році. Водночас селяни активно займалися бортництвом — мали до 90 пнів бджіл. Також розвивалося і пивоваріння: в 1711 році в селі працював бровар, який щороку мав величезний прибуток — 250 злотих. А 1712 року власники Бродок — магнати Устшицькі продали село родині Погорецьких. Ще одна важлива подія трапилась у селі 1729 року. Тоді сам польський король Август II підтвердив бродківським священникам Якову і Данилу Докочинським та їхнім братам Теодору й Стефану свободи, а також права на володіння двома ланами землі.
У 1798-1803 роках на кам'яному фундаменті і дубових підвалинах в селі збудовано церкву Непорочного Зачаття Пресвятої Богородиці. Вартість будівництва склала 183 золотих, що зовсім небагато, як на ті часи. Церква мала двох підданих — В. Хоміцького та Я. Шаварака, які мали по два дні в неділю обробляти її поле і виконувати для церкви деякі повинності. Водночас тодішній священник Теодор Онишкевич мав право без черги й оплати молоти в панських млинах до 60 корців зерна в рік, а з лісу міг вивезти щороку 104 фіри дров. Попри ці блага сільська громада вносила йому до 16 корців пшениці «проскурного».

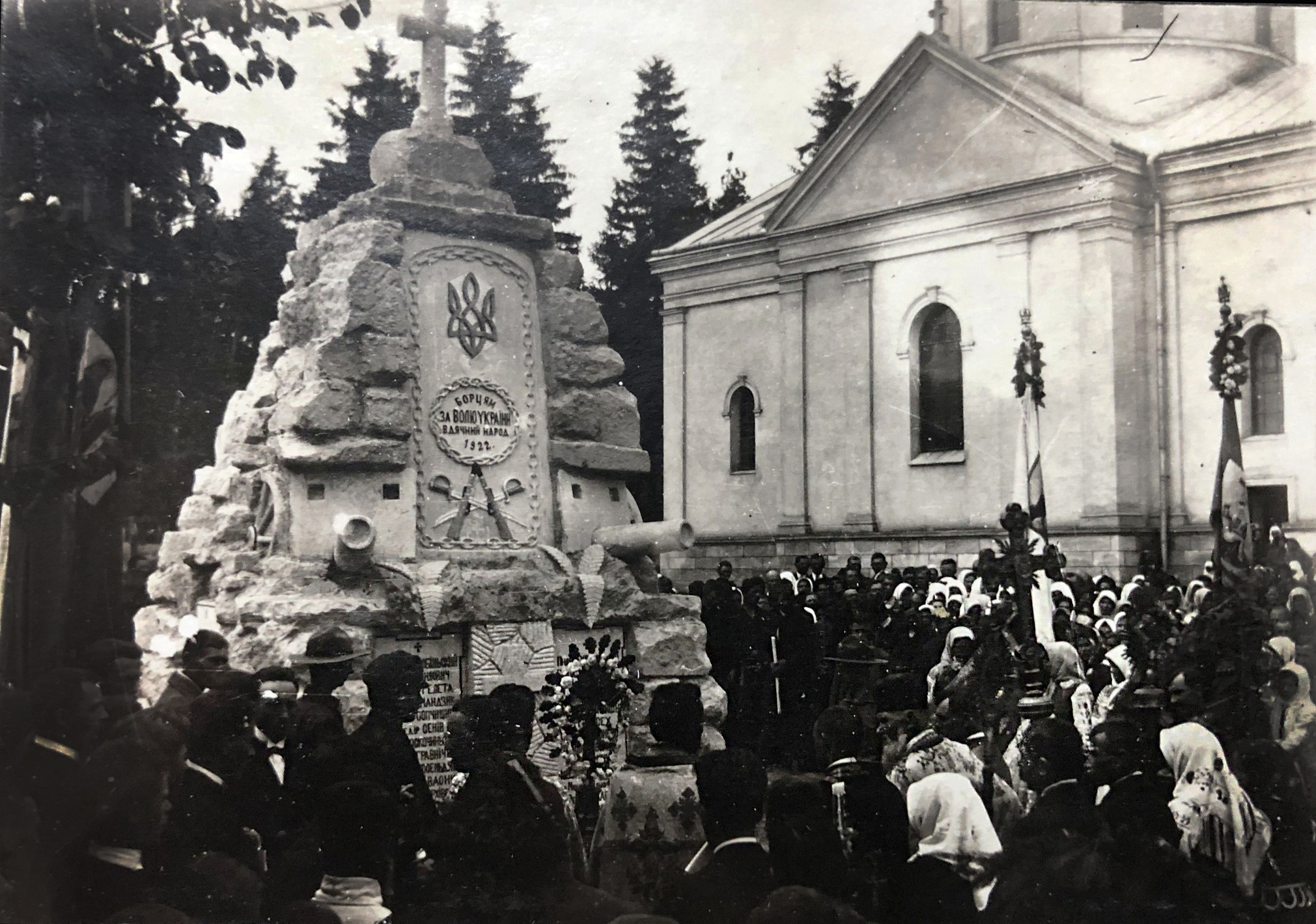
Урочистості коло монументу борцям за Волю України у селі Бродки 1920-ті роки

У 1800-х роках громада Бродок мала власну печатку овальної форми із зображенням вола, поверненого вліво і написом німецькою мовою: «Печатка Бродківської громади». В пам'ять про скасування панщини в селі і на хуторі Хатки встановлено два хрести. У 1860 р. в селі заснували тривіальну школу. Учителеві-дякові Іванові Андріївському громада щороку платила за освіту своїх дітей 122 золотих і 8 сагів дров на опалення.
В 1867 році з усіх 45 сільських хлопців до школи ходили 33, зі всіх 37 дівчат було 13 школярок. Наприкінці XIX століття священник Іполит Погорецький, котрий прибув до села в 1891 року, вирішив будувати нову церкву. Кошторис сягав 14 тисяч золотих римських, але найбагатший селянин, власник маєтку Е.Торосєвич (вірменин за національністю. До речі 1885 року він приймав у себе співвітчизника, архієпископа зі Львова Ісаковича) погодився виділити лиш 9 тисяч. Отож І. Погорецький звернувся за грошовою допомогою в газету «Діло». А ще священник безкоштовно розіслав майже дві тисячі примірників книжки «Зів'ялі цвіти» з проханням про допомогу на закінчення і оздоблення церкви.
У селі є пам'ятник односельчанам, які загинули на італійському фронті Першої світової війни у 1916-1918 роках. Жителі Бродок перебули у військах Українських січових стрільців та Української галицької армії. Тож на честь захисників Західноукраїнської Народної Республіки у селі встановлено символічну могилу загиблих при обороні Щирця в травні 1919 року. У 1930 році Бродки постраждали від пацифікації: був розкопаний символічний «шевченківський курган». А 1937 року в селі з великими урочистостями українці відзначили сторіччя «Русалки Дністрової». У 1964 році в Бродках встановлено пам'ятник Тарасові Шевченку роботи скульптора Якова Чайки, уродженця села.

## Населення

### Мова
Розподіл населення за рідною мовою за даними перепису 2001 року:
| Мова            | Кількість | Відсоток |
| --------------- | --------- | -------- |
| українська      | 421       | 98.83%   |
| російська       | 3         | 0.70%    |
| інші/не вказали | 2         | 0.47%    |
| Усього          | 426       | 100%     |

## Герб та прапор
У синьому полі золотий віл над трьома срібними тонкими хвилястими балками. Віл фігурував на печатці села в ХІХ ст., а хвилясті смуги вказують на назву.

## Відомі люди
- о. Миколай Пачовський (1839—1891) — греко-католицький священник, громадський діяч, парох с. Жуличі. Організатор одних з перших на Золочівщині осередків Товариства тверезості (1872) та товариства «Просвіта» (1888). Батько поета Василя Пачовського.
- Степан Чайка (нар. 1902) — відомий різьбар на дереві.
- Яків Чайка (1918—1995) — український кераміст і скульптор, Народний художник України.